# Frickson Erazo
Frickson Rafael Erazo Vivero (* 5. Mai 1988 in Esmeraldas) ist ein ehemaliger ecuadorianischer Fußballspieler.

## Karriere

### Verein
Erazo rückte 2006 aus der Jugend des amtierenden Meisters CD El Nacional aus der Hauptstadt Quito in den Profikader auf.  Im Januar 2012 wechselte er zum Barcelona Sporting Club aus Guayaquil, mit dem er auf Anhieb erneut die Meisterschaft gewann.
Zu Beginn der Spielzeit 2014 wurde er an Flamengo Rio de Janeiro ausgeliehen, wo er nur auf wenige Einsätze kam. In den folgenden Jahren war er für die brasilianischen Klubs Grêmio Porto Alegre, Atlético Mineiro und CR Vasco da Gama aktiv.
Mitte 2018 kehrte Erazo nach Ecuador zum Barcelona SC zurück. Aufgrund von Vertragsstreitigkeiten mit Atlético Mineiro, das die Transferrechte besaß, bestritt er bis Jahresende jedoch kein Spiel. Ein Wechsel zu Peñarol Montevideo nach Uruguay scheiterte, da Erazo den medizinischen Check nicht bestand. Bis Ende 2019 absolvierte er kein Spiel für Barcelona.
Er blieb in Guayaquil, wo er sich 2020 dem Zweitligisten 9 de Octubre anschloss. Dort gab Erazo am 13. Februar 2021 das Ende seiner Karriere als Profifußballer bekannt.

### Nationalmannschaft
Am 20. April 2011 debütierte Erazo in einem Freundschaftsspiel gegen Argentinien in der ecuadorianischen Nationalmannschaft.
Nationaltrainer Reinaldo Rueda berief ihn in den ecuadorianischen Kader für die Copa América 2011, bei der Erazo in allen drei Spielen zum Einsatz kam.
Auch bei der Weltmeisterschaft 2014 in Brasilien stand er im Aufgebot Ecuadors. Er kam in allen drei Gruppenspielen zum Einsatz. Ecuador schied nach der Vorrunde als Gruppendritter mit je einem Sieg, einem Unentschieden und einer Niederlage aus dem Turnier aus.
Der neue Nationaltrainer Gustavo Quinteros nominierte Erazo für die Copa América 2015, wo er in zwei Vorrundenspielen eingesetzt wurde. Ein Jahr später war er bei der Copa América Centenario 2016 in den USA dabei, wo er in einem Spiel in der Vorrunde und im Viertelfinale eingesetzt wurde.
Zwischen 2011 und 2018 bestritt Erazo insgesamt 64 Länderspiele, in denen er zwei Tore erzielte.

## Erfolge
Barcelona SC
- Ecuadorianischer Meister: 2012

Flamengo
- Staatsmeisterschaft von Rio de Janeiro: 2014

Atlético Mineiro
- Staatsmeisterschaft von Minas Gerais: 2017

9 de Octubre
- Serie B: 2020